# Dynamene bicolor
Dynamene bicolor es una especie de crustáceo isópodo marino de la familia Sphaeromatidae.

## Distribución geográfica
Se distribuye por las aguas someras del Mediterráneo.